# José Luis Rugeles
José Luis Rugeles Gracia (Bogotà, 3 d'octubre de 1968) és un cineasta, productor i director de fotografia colombià.

## Biografia
El 1991 es va graduar en Cinema i Fotografia a Unitec. En 1997 va viatjar a Nova York a dirigir el documental Umbrella House i posteriorment ha estat director dels curtmetratges Preludio (1991), Salazar y Torres fueron los culpables (1992) i El dragón de Comodo (2007). Amb aquest curtmetratge ha estat guanyador, entre d'altres, del premi al millor director a la IX Mostra Curtas Vila de Noia a Espanya i del millor curtmetratge al Festival de Cinema al Carrer a Barranquilla, Colòmbia.
Va dirigir segona unitat de la reeixida pel·lícula Perder es cuestión de método (2004) de Sergio Cabrera i fou productor associat de La historia del Baúl Rosado (2005) de Libia Stella Gómez; també va produir el llargmetratge animat Circus o el hombre que alquiló su cabeza del director i artista plàstic Carlos Santa i productor executiu associat del llargmetratge El Páramo, pel·lícula escrita i dirigida per Jaime Osorio. El 2015 va dirigir Alias María, amb la que va participar en la secció Un Certain Regard del 68è Festival Internacional de Cinema de Canes.

## Filmografia
- Alias María (2015)
- El laberinto (2012)
- García (2010)
- El dragón de Komodo (2007)
- Perder es cuestión de método (2004)